# Funk carioca
Funk carioca, favela funk of elders in de wereld baile funk is een muziekstijl uit Rio de Janeiro, afgeleid van Miami bass en van freestyle, dat ook uit Miami afkomstig is.
"Baile funk" refereert niet aan de muziek maar aan de feesten of discotheken waar de muziekstijl wordt gedraaid. Hoewel funk carioca zijn oorsprong in Rio vond, is het onder de arbeidersklasse in heel Brazilië snel populair geworden. In het hele land staat funk carioca bekend als funk, hoewel het heel andere muziek is dan wat elders funk genoemd wordt.